# Phẫu thuật mạch máu
Phẫu thuật mạch máu là một chuyên ngành phẫu thuật chuyên về các bệnh về hệ thống mạch máu, hoặc động mạch, tĩnh mạch và trong việc lưu thông bạch huyết, được kiểm soát bằng liệu pháp y tế, thủ thuật ống thông xâm lấn tối thiểu và phẫu thuật. Các chuyên khoa phẫu thuật nói chung và tim nói riêng, cũng như các kỹ thuật xâm lấn tối thiểu đi tiên phong bằng liệu pháp can thiệp bằng X quang. Bác sĩ phẫu thuật mạch máu được đào tạo về chẩn đoán  và điều trị các bệnh ảnh hưởng đến tất cả các bộ phận của hệ thống mạch máu ngoại trừ tim và não. Bác sĩ phẫu thuật tim và bác sĩ tim mạch can thiệp điều trị các bệnh về mạch máu và tim. Bác sĩ phẫu thuật mạch máu điều trị bệnh mạch máu não ngoại bào trong khi bác sĩ phẫu thuật thần kinh và bác sĩ thần kinh can thiệp điều trị các bệnh của các mạch trong não (ví dụ như phình động mạch nội sọ).

## Lịch sử
Các chuyên gia đầu tiên của lĩnh vực này bao gồm bác sĩ phẫu thuật người Nga Nikolai Korotkov, nổi tiếng vì đã phát triển các kỹ thuật phẫu thuật đầu tiên, bác sĩ X quang can thiệp người Mỹ Charles Theodore Dotter, người đã được cho là đã phát minh ra phương pháp nong mạch xâm lấn tối thiểu và Robert Paton, người đã giúp ông trong lĩnh vực này cũng được công nhận là một chuyên khoa. Edwin Wylie ở San Francisco là một trong những người tiên phong đầu tiên của Mỹ đã phát triển và thúc đẩy đào tạo nâng cao về phẫu thuật mạch máu và ủng hộ trong việc công nhận nó là một chuyên khoa tại Hoa Kỳ vào những năm 1970.

### Sự phát triển

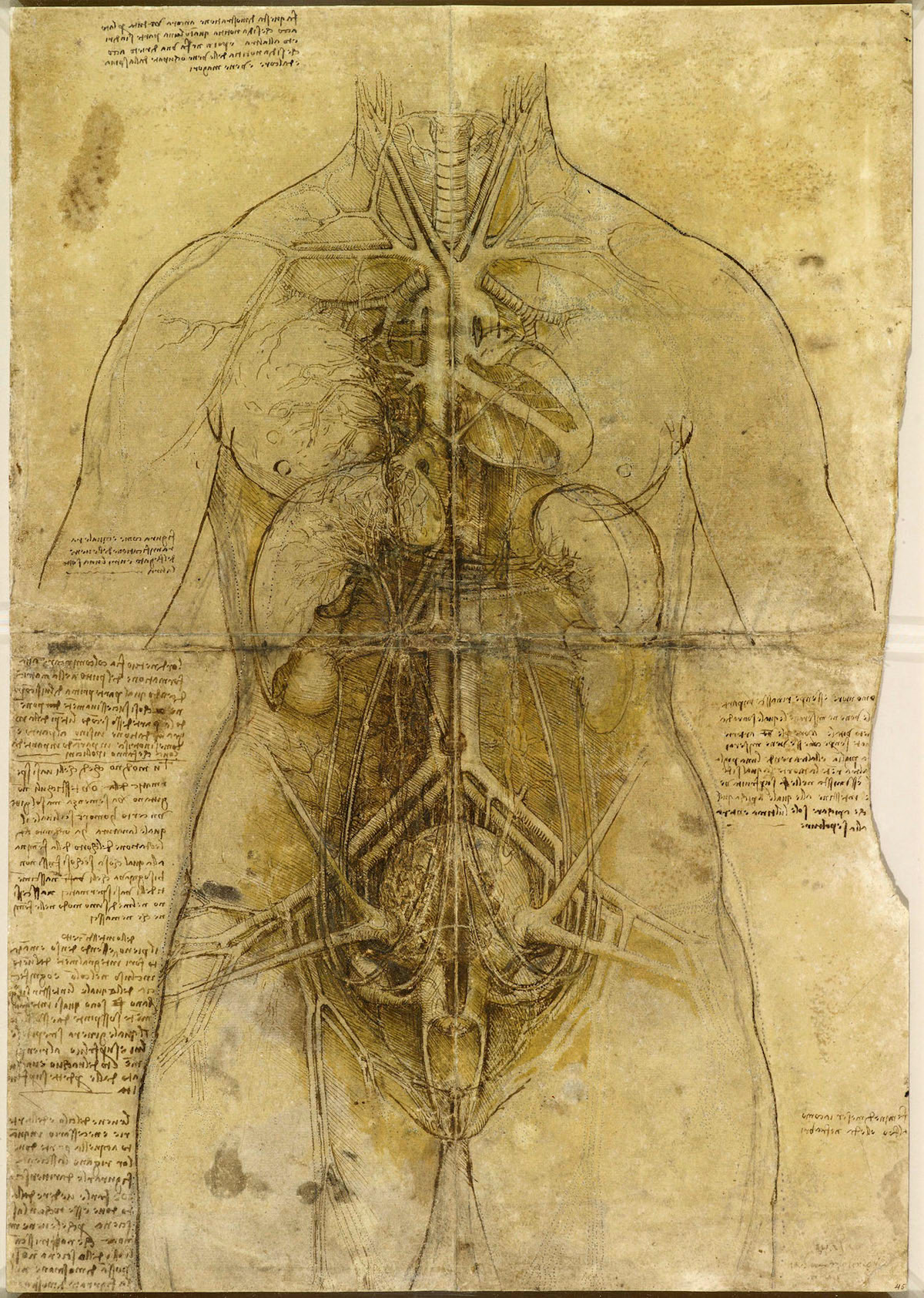
Y tế đã tiến bộ đáng kể kể từ năm 1507, khi Leonardo da Vinci vẽ sơ đồ về các cơ quan nội tạng và hệ thống mạch máu của một người phụ nữ.

Chuyên khoa này lại tiếp tục dựa trên phẫu thuật động mạch và tĩnh mạch phẫu thuật nhưng từ đầu những năm 1990, nó đã phát triển vượt bậc. Hiện nay có sự ưu tiên đáng kể vào các biện pháp thay thế xâm lấn tối thiểu để phẫu thuật. Lĩnh vực này ban đầu được tiên phong bởi các bác sĩ X quang can thiệp, chủ yếu là Tiến sĩ Charles Dotter, người đã phát minh ra nong mạch vành. Đáng chú ý, Tiến sĩ Thomas Fogarty đã phát minh ra ống thông bóng cho phép nong mạch vành. Sự phát triển của lĩnh vực này đã xảy ra thông qua những nỗ lực chung giữa X quang can thiệp, phẫu thuật mạch máu và tim mạch xâm lấn. Khu vực phẫu thuật mạch máu này được gọi là Phẫu thuật nội mạch hoặc X quang mạch máu can thiệp, một thuật ngữ mà một số người trong chuyên khoa gắn với trình độ chính của họ là Bác sĩ phẫu thuật mạch máu. Các thủ tục nội mạch và nội tiết hiện có thể tạo thành phần lớn công việc của bác sĩ phẫu thuật mạch máu.
Sự phát triển của phẫu thuật nội mạch đã khiến cho nó tách thành một loại hình phẫu thuật riêng biệt với nguồn gốc của nó trong phẫu thuật nói chung. Hầu hết các bác sĩ phẫu thuật mạch máu bây giờ sẽ giới hạn trình độ của họ để phẫu thuật mạch máu và các bác sĩ phẫu thuật nói chung tương tự sẽ không được đào tạo hoặc thực hành các hoạt động phẫu thuật mạch máu lớn hơn hoặc hầu hết các thủ tục nội mạch. Gần đây, các hội phẫu thuật mạch máu chuyên nghiệp và chương trình đào tạo của họ đã chính thức tách "Phẫu thuật mạch máu" thành một chuyên khoa riêng biệt với chương trình đào tạo, các cuộc họp, công nhận riêng. Các tổ chức đáng chú ý là Hiệp hội Phẫu thuật Mạch máu (SVS), Hoa Kỳ; Hiệp hội bác sĩ phẫu thuật mạch máu Úc và New Zealand (ANZ SVS). Các tổ chức địa phương cũng tồn tại, ví dụ Hiệp hội phẫu thuật mạch máu New South Wales và Melbourne (MVSA). Trong khi đó, các tổ chức lớn hơn của chuyên ngành này được tách ra và khuyến khích các tổ chức con hoạt động dưới quyền kiểm soát của họ, ví dụ như Royal Australasian College of Surgeons (RACS).
SIR (Hiệp hội X quang can thiệp) vẫn liên quan mật thiết đến việc thực hành liệu pháp nội mạch. Nhiều thành viên trong hiệp hội là một phần của một nhóm đa ngành điều trị các rối loạn mạch máu cùng với các bác sĩ phẫu thuật mạch máu, mặc dù ở nhiều nơi trên thế giới các bác sĩ phẫu thuật mạch máu đã phát triển kĩ năng và làm việc độc lập.

### Ngày nay
Điều trị bệnh động mạch và tĩnh mạch bằng chụp động mạch, đặt stent và điều trị xơ cứng tĩnh mạch không phẫu thuật, điều trị bằng laser nội soi đang nhanh chóng thay thế  các thủ tục phẫu thuật phức tạp ở nhiều nước thế giới. Các thủ tục tân tiến này cung cấp kết quả hợp lý tương đương với phẫu thuật với lợi thế là thời gian nằm viện ngắn (qua ngày hoặc qua đêm đối với một số trường hợp) với tỷ lệ mắc bệnh và tử vong thấp hơn. Trong lịch sử, được hợp tác bởi các bác sĩ X quang can thiệp, các bác sĩ phẫu thuật mạch máu đã trở nên ngày càng thành thạo với các phương pháp nội mạch. Độ bền của các thủ tục động mạch nội mạch nói chung là tốt, đặc biệt khi chúng được xem xét trong trường hợp của họ, ví dụ như bệnh động mạch xảy ra ở bệnh nhân cao tuổi và thường liên quan đến bệnh đi kèm là bệnh tim thiếu máu cục bộ. Tiết kiệm chi phí từ thời gian nằm viện ngắn hơn và ít mắc bệnh hơn là đáng kể nhưng phần nào được cân bằng bởi chi phí cao cho thiết bị hình ảnh, xây dựng và nhân sự của các bộ thủ tục chuyên dụng và của chính các thiết bị cấy ghép. Lợi ích cho bệnh nhân trẻ tuổi và bệnh tĩnh mạch ít nặng hơn nhưng thường phát triển mạnh hơn đối với các lựa chọn điều trị không phẫu thuật do sự ưu tiên của bệnh nhân, chi phí của công ty bảo hiểm y tế, thử nghiệm cho thấy hiệu quả tương đương ít nhất là trong trung hạn.
Một xu hướng gần đây ở Hoa Kỳ là cơ sở chụp động mạch ngày độc lập liên kết với một phòng khám phẫu thuật mạch máu tư nhân, do đó cho phép điều trị hầu hết các trường hợp nội mạch máu một cách thuận tiện với chi phí có thể thấp hơn. Các cơ sở điều trị không phải bệnh viện thường được chọn làm nơi để điều trị tĩnh mạch không phẫu thuật đã tồn tại trong một số năm và hiện đang phổ biến ở nhiều quốc gia.
NHS England đã tiến hành khảo sát tất cả 70 địa điểm phẫu thuật mạch máu trên khắp nước Anh vào năm 2018 như là một phần của chương trình Get It Right First Time. Kết qura tổng quan chỉ định rằng các trung tâm mạch máu phải thực hiện ít nhất 60 thủ thuật phình động mạch chủ bụng và 40 thủ thuật endarterectomies trong vòng một năm. Tuy nhiên, trong số đó, 12 người đã bỏ lỡ cả hai mục tiêu và nhiều người khác đã bỏ lỡ một trong số hai mục tiêu ấy. Một chương trình tập trung phẫu thuật mạch máu ở ít trung tâm hơn đang được tiến hành.

## Phạm vi
Phẫu thuật mạch máu bao gồm phẫu thuật động mạch chủ, động mạch cảnh và chi dưới, bao gồm cả động mạch chậu, xương đùi và động mạch tiền đình trước. Phẫu thuật mạch máu cũng liên quan đến phẫu thuật tĩnh mạch, đối với các tình trạng như hội chứng Mayurn Thurner và suy tĩnh mạch. Ở một số vùng, phẫu thuật mạch máu cũng bao gồm thẩm phân máu và phẫu thuật cấy ghép.
Các loại bệnh chính và thủ tục liên quan đến chúng được liệt kê dưới đây. 
| Chỉ định / bệnh                      | Thủ tục                                                                                    |
| ------------------------------------ | ------------------------------------------------------------------------------------------ |
| Thiếu máu chi cấp tính               | Thuyên tắc Cắt bỏ huyết khối Ghép mạch máu Cắt cụt chi                                     |
| Phình động mạch chủ bụng (AAA)       | Phẫu thuật mở động mạch chủ Sửa chữa phình động mạch nội mạch (EVAR)                       |
| Bóc tách động mạch chủ               | Phẫu thuật mở động mạch chủ Sửa chữa phình động mạch nội mạch lồng ngực (TEVAR)            |
| Bệnh tắc động mạch chủ               | nong mạch máu                                                                              |
| Xơ vữa động mạch                     | Tạo hình mạch máu                                                                          |
| Buerger                              | cắt hạch giao cảm nong mạch PGI IV                                                         |
| Hẹp động mạch cảnh                   | Cắt bỏ nội mạc động mạch cảnh Đặt stent động mạch cảnh                                     |
| Bệnh thận mạn tính                   | Lỗ rò Cimino Đặt ống thông lọc máu                                                         |
| Suy tĩnh mạch mạn tính               | Điều trị bằng laser Tĩnh mạch tước                                                         |
| Bệnh mô liên kết                     |                                                                                            |
| Huyết khối tĩnh mạch sâu             | Bộ lọc cena cena kém Cắt bỏ huyết khối                                                     |
| Endoleak                             |                                                                                            |
| Loạn sản cơ                          | nong mạch                                                                                  |
| Viêm động mạch tế bào khổng lồ       |                                                                                            |
| Phù bạch huyết                       | Chuyển hạch bạch huyết Bệnh thiếu máu bạch huyết Hút mỡ hỗ trợ Liệu pháp laser mức độ thấp |
| Thiếu máu cục bộ                     | Phẫu thuật tái thông mạch máu                                                              |
| Bệnh tắc động mạch ngoại biên        | Tạo hình mạch máu đặt stent Phẫu thuật nội soi Cắt xơ vữa                                  |
| Hội chứng mắc kẹt động mạch popleal  |                                                                                            |
| Tăng huyết áp cổng thông tin         | Shunt hệ thống                                                                             |
| Giả hành                             | Stent bao phủ Phẫu thuật thắt có hoặc không có mạch máu                                    |
| Thuyên tắc phổi                      | Bộ lọc cena cena kém Hút huyết khối                                                        |
| Tăng huyết áp                        | Phẫu thuật tái thông mạch máu                                                              |
| Đột quỵ và lên cơn thiếu máu não nhẹ | Cắt bỏ nội mạc động mạch cảnh                                                              |
| Hội chứng ăn cắp Subclavian          | Quản lý y tế Bỏ qua động mạch cảnh Tạo hình mạch máu và đặt stent                          |
| Phình động mạch chủ ngực             | Sửa chữa phình động mạch nội sọ                                                            |
| Hội chứng lồng ngực                  | Phẫu thuật lồng ngực                                                                       |
| Suy tĩnh mạch                        | Tĩnh mạch tước Điều trị xơ cứng Điều trị bằng laser Phẫu thuật cấp cứu                     |
| Hội chứng ăn cắp mạch máu            | Chụp động mạch DRIL Sửa đổi bằng cách sử dụng dòng chảy xa MILLER dải                      |
| biến chứng truy cập mạch máu         | phẫu thuật mở nội mạch                                                                     |

## Thử nghiệm

### Các thử nghiệm lớn
- Nghiên cứu mạch máu Hà Lan [2]
- Thử nghiệm MASS - Thử nghiệm sàng lọc phình động mạch đa nhân (MASS), cho thấy giảm tỷ lệ tử vong sau khi sàng lọc phình động mạch chủ bụng ở Anh.[3]
- Thử nghiệm phình động mạch nhỏ ở Anh - 1090 bệnh nhân; AAA 4-5,5   cm; Phẫu thuật ngay lập tức so với giám sát siêu âm (và điều trị để mở rộng nhanh chóng hoặc AAA> 5,5); Tỷ lệ tử vong trong 30 ngày sau khi sửa chữa AAA tự chọn là 5,8%. Không có sự khác biệt trong sự sống còn.[4]
- Thử nghiệm nhóm hợp tác ADAM VA - 73451 bệnh nhân VA được sàng lọc không biết hx phình động mạch; Tuổi 50-79; AAA 4.0-5.4   cm; kết luận tương tự với thử nghiệm phình động mạch nhỏ Uk.[5]
- Thử nghiệm nhóm nghiên cứu mạch máu chung - 284 bệnh nhân; Nghiên cứu mối quan hệ giữa hoperinization tiêm tĩnh mạch, mất máu trong phẫu thuật và biến chứng huyết khối. Kết luận: Heparin trong phẫu thuật, được đưa ra trước khi kẹp chéo động mạch chủ, là một điều trị dự phòng quan trọng chống lại MI quanh phẫu thuật trong phẫu thuật phình động mạch chủ.[6]

## Đào tạo chuyên ngành
Trước đây, phẫu thuật mạch máu được coi là một lĩnh vực trong phẫu thuật tổng quát, bây giờ nó được coi là một chuyên khoa riêng biệt. Như vậy, có hai con đường đào tạo y khoa tại Hoa Kỳ. Theo truyền thống, việc cư trú phẫu thuật tổng quát kéo dài khoảng năm năm, được học tập kinh nghiệm từ một nghiên cứu sinh phẫu thuật mạch máu 1-2 năm (thường là 2 năm). Một cách khác là thực hiện cư trú phẫu thuật mạch máu năm hoặc sáu năm.
Các chương trình đào tạo có thể khác nhau tùy thuộc vào nhiều nơi trên thế giới. 
| Quốc gia          | Tiêu chuẩn chuyên ngành                                                  | Tổ chức đại diện                                                                            | Thời gian đào tạo tối thiểu (bài thực tập)                     |
| ----------------- | ------------------------------------------------------------------------ | ------------------------------------------------------------------------------------------- | -------------------------------------------------------------- |
| Úc và New Zealand | Đại học bác sĩ phẫu thuật hoàng gia Australasian                         | Hiệp hội Phẫu thuật Mạch máu Úc & New Zealand (ANZSVS)                                      | 6 năm                                                          |
| Canada            | Đại học Phẫu thuật Hoàng gia Canada                                      | Hiệp hội phẫu thuật mạch máu Canada                                                         | 5 năm                                                          |
| Vương quốc Anh    | Đại học Phẫu thuật Hoàng gia Anh, Đại học Phẫu thuật Hoàng gia Edinburgh | Hiệp hội mạch máu của Vương quốc Anh và Ireland http://www.vascularsociety.org.uk/          | 8 năm                                                          |
| Hoa Kỳ            | Hội đồng Phẫu thuật Hoa Kỳ, Hội đồng Phẫu thuật Loãng xương Hoa Kỳ       | Hội phẫu thuật mạch máu Đại học bác sĩ phẫu thuật Hoa Kỳ                                    | 5 năm (4 đến 5 năm tích hợp phẫu thuật mạch máu cư trú)        |
| Ý                 |                                                                          |                                                                                             | 5 năm                                                          |
| Iran              | Ủy ban phẫu thuật mạch máu quốc gia Iran                                 | Trường đại học phẫu thuật mạch máu Iran Lưu trữ ngày 3 tháng 3 năm 2021 tại Wayback Machine | 7 năm (4 năm phẫu thuật tổng quát + 3 năm phẫu thuật mạch máu) |